# 大兴乡 (西昌市)
大兴乡，是中华人民共和国四川省凉山彝族自治州西昌市下辖的一个乡镇级行政单位。2019年12月，撤销昭觉县玛增依乌乡，将原玛增依乌乡所属行政区域划归西昌市大兴乡管辖。

## 行政区划
大兴乡下辖以下地区：
新民村、建新村和石安村。

## 特产
大兴蒜薹：中国地理标志产品。大兴乡特产，是中国西南部蒜薹的代表之一。